# Melanichneumon disparilis
Melanichneumon disparilis är en stekelart som först beskrevs av Cresson 1867.  Melanichneumon disparilis ingår i släktet Melanichneumon och familjen brokparasitsteklar. Inga underarter finns listade i Catalogue of Life.